# Třída Königsberg (1905)
Třída Königsberg byla třída lehkých křižníků Kaiserliche Marine. Celkem byly postaveny čtyři jednotky této třídy. Ve službě byly v letech 1907–1919. Dva byly potopeny za první světové války.

## Stavba
Celkem byly postaveny čtyři jednotky této třídy. Do stavby se zapojily loděnice Kaiserliche Werft Kiel v Kielu, Kaiserliche Werft Danzig v Danzigu a AG Vulcan Stettin ve Štětíně. Do služby byly přijaty v letech 1907–1908.
Jednotky třídy Königsberg:
| Jméno      | Loděnice                 | Založení kýlu | Spuštěna          | Vstup do služby | Status |
| ---------- | ------------------------ | ------------- | ----------------- | --------------- | --- |
| Königsberg | Kaiserliche Werft Kiel   | 1905          | 12. prosince 1905 | 6. dubna 1907   | Brity zablokován v deltě řeky Rufidži v Tanzanii. Dne 11. července 1915 potopen vlastní posádkou.                      |
| Nürnberg   | Kaiserliche Werft Kiel   | 1906          | 28. srpna 1906    | 10. dubna 1908  | Dne 8. prosince 1914 potopen v bitvě u Falklandských ostrovů.                                                          |
| Stuttgart  | Kaiserliche Werft Danzig | 1905          | 22. září 1906     | 1. února 1908   | Od roku 1914 ve výcviku. Od roku 1918 nosič hydroplánů. Vyřazen 1919. Po válce předán Velké Británii. Sešrotován 1921. |
| Stettin    | AG Vulcan Stettin        | 1906          | 7. března 1907    | 29. října 1907  | Od roku 1917 ve výcviku. Vyřazen 1919. Po válce předán Velké Británii. Sešrotován 1921–1923.                           |

## Konstrukce

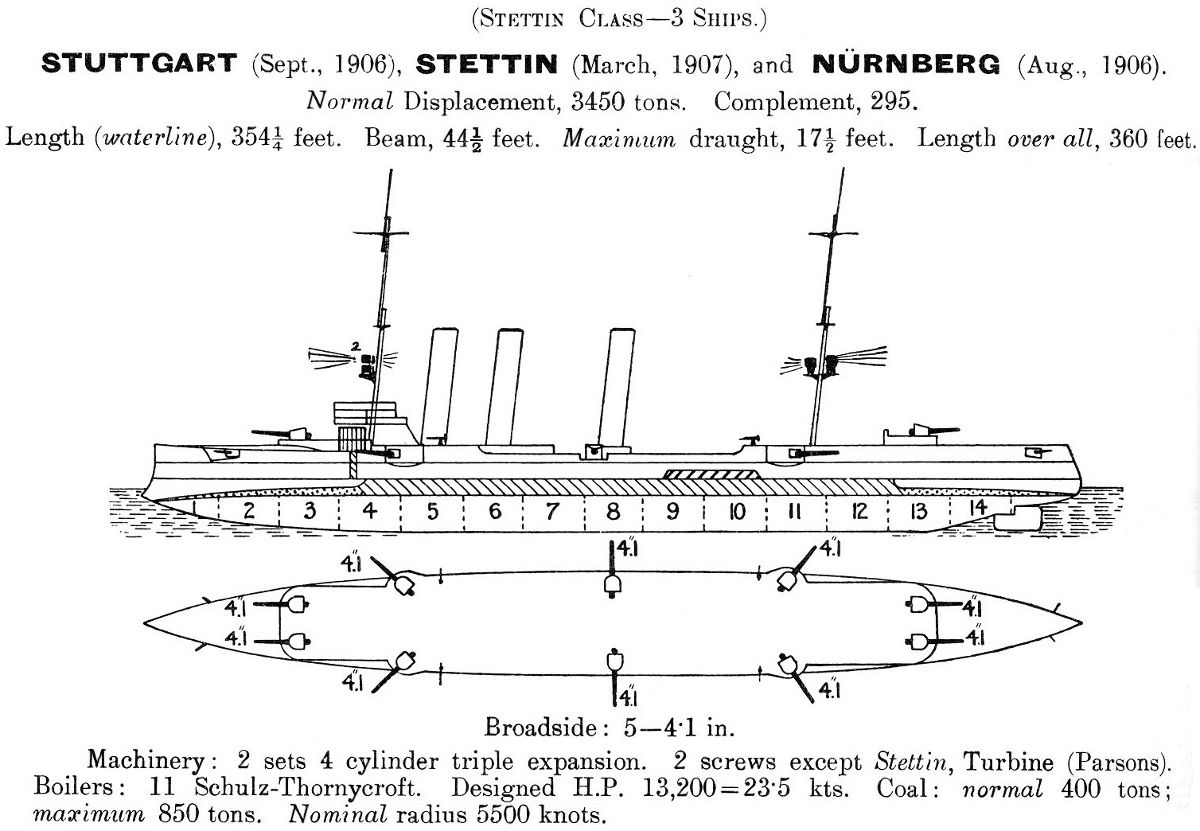
Základní uspořádání třídy

Výzbroj lodí tvořilo deset 105mm kanónů v jednohlavňové lafetaci a dva 450mm torpédomety. Pancéřová ochrana se omezila pouze na 50 mm silnou pancéřovou palubu a velitelskou věž se 100 mm pancířem. Pohonný systém tvořilo jedenáct kotlů Marine a dva parní stroje s trojnásobnou expanzí o výkonu 13 200 hp, pohánějící dva lodní šrouby.  Nejvyšší rychlost dosahovala 23 uzlů. Dosah byl 4120 námořních mil při rychlosti 12 uzlů.

### Modifikace
Křižník Stettin se od svých sesterských lodí odlišoval pohonným systémem. Nesl čtyři turbíny Parsons o výkonu 13 200 hp, které roztáčely čtyři lodní šrouby. Nejvyšší rychlost dosahovala 24 uzlů. Dosah byl 4170 námořních mil při rychlosti 12 uzlů.
Roku 1913 prošel Königsberg modernizací, při které byl jeho dosah zvětšen na 5750 námořních mil při rychlosti 12 uzlů.
Roku 1918 byl Stuttgart přestavěn na nosič hydroplánů. Hlavní výzbroj byla redukována na čtyři 105mm kanóny, které doplňovalo osm 52mm kanónů a dva 88mm kanóny. Paluba za komíny byla upravena pro manipulaci s hydroplány a jejich uskladnění. Celkem byly neseny až tři kusy.

## Osudy

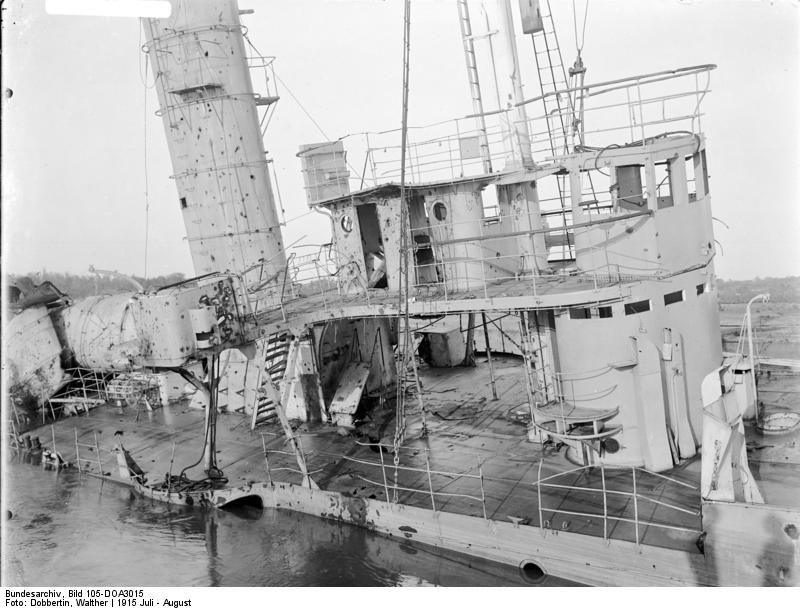
Můstek potopeného křižníku Königsberg

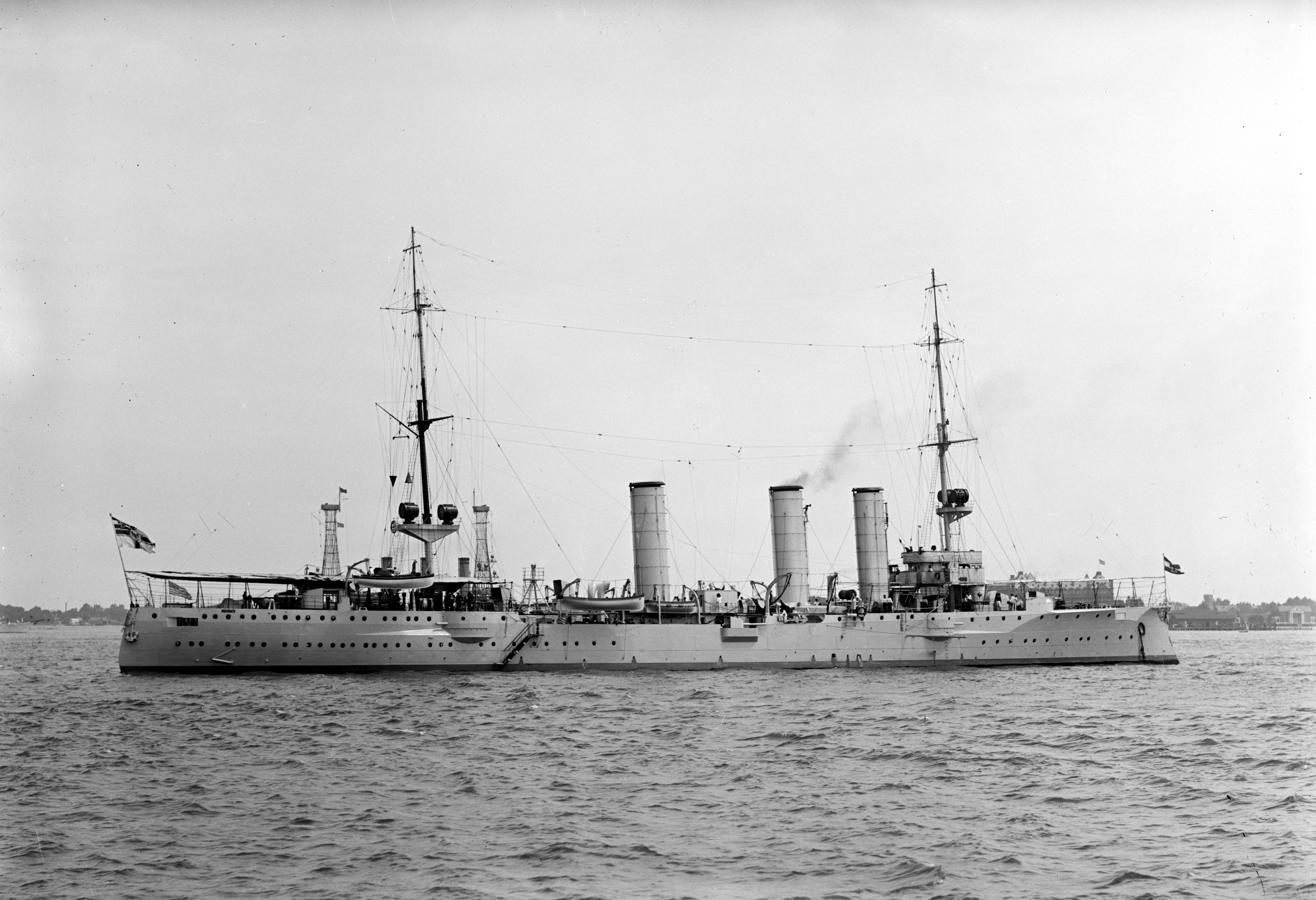
SMS Stettin

Všechny čtyři lodě bojovaly v první světové válce. Königsberg začátek války zastihl v Německé východní Africe. Křižník potopil britskou obchodní loď City of Winchester a poblíž Zanzibaru též britský chráněný křižník HMS Pegasus. Königsberg byl poté zablokován v deltě řeky Rufidži v Tanzanii, kde se posádka lodi neúspěšně pokoušela opravit poškozené stroje lodi. Pokus o dopravu náhradních dílů z Německa ztroskotal a křižník byl nakonec po devítiměsíčním britském úsilí těžce poškozen britskými monitory Severn, Mersey a několika křižníky v bitvě v deltě Rufidži. Následně byl 11. července 1915 potopen vlastní posádkou (19 členů posádky padlo a 45 bylo raněno).
Nürnberg byl součástí Německé Východoasijské eskadry admirála von Spee. V bitvě u Coronelu křižník pomohl potopit britský pancéřový křižník HMS Monmouth. Samotný Nürnberg však byl potopen o měsíc později v bitvě u Falklandských ostrovů britským křižníkem HMS Kent.
Stettin a Stuttgart za války sloužily v Severním moři. Stettin bojoval v první bitvě u Helgolandské zátoky. Oba křižníky také bojovaly v bitvě u Jutska. Poté byly přeřazeny do druhé linie. Počátkem roku 1918 byl Stuttgart přestavěn na nosič hydroplánů. Po válce byly oba křižníky předány Velké Británii a sešrotovány.